# Pastori (cognome)
Pastori è un cognome di lingua italiana.

## Varianti
Pastor, Pastora, Pastore, Pastorella, Pastorelli, Pastorello, Pastoressa, Pastorin, Pastorina, Pastorini, Pastorino, Pastoris, Pastrello.

## Origine e diffusione
Cognome tipicamente lombardo, è prevalentemente milanese con un ceppo anche in Lazio.
Deriva da soprannomi in riferimento al mestiere di pastore o a quello di allevatore di greggi. Un'altra interpretazione lo lega alla figura religiosa del Buon Pastore o a quella del pastore d'anime.
In Italia, al 2022, conta circa 1631 presenze.
Tra le varianti, Pastorino è tipicamente ligure, diffuso in particolare nella città metropolitana di Genova, dove è terzo per diffusione (quarto in Liguria); Pastore è diffuso sia al Nord che al Sud; Pastor è molto raro ed è tipicamente ligure o friulano; Pastorella compare in Sicilia; Pastoressa è pugliese; Pastorini ha ceppi in buona parte del Centro-Nord; Pastrello è veneto; Pastorelli e Pastorello sono invece entrambi tipici del Centro-Nord: in particolare, il secondo è tipicamente veneto, con presenze anche in Piemonte e in Sicilia; Pastora, Pastorina e Pastorin sono estremamente rari.

## Persone
- Felice Pastore (1786-1862) - barone di Rincione Monreale, è stato un nobile italiano.
- Giuseppina Pastori, all'anagrafe Giuseppa (1891-1983) – biologa, fisica e accademica italiana.
- Luigi Pastori (1829-1903) – patriota italiano.
- Maria Pastori (1895-1975) – matematica e fisica italiana.